# Râul Buzat
Râul Buzat este un curs de apă, afluent al Desnățuiului.

## Hărți
- Harta interactivă a județului Dolj  Arhivat în 21 iulie 2006, la Wayback Machine.